# Alepocephalus asperifrons
Alepocephalus asperifrons is een  straalvinnige vissensoort uit de familie van gladkopvissen (Alepocephalidae). De wetenschappelijke naam van de soort is voor het eerst geldig gepubliceerd in 1899 door Garman.